# Doezum en Opende
Doezum en Opende is een voormalig waterschap in de provincie Groningen.
Het waterschap was begrensd door het Hoendiep (het huidige Van Starkenborghkanaal) in het noorden, de Friese grens in het westen en de Leidijk in het zuiden. De oostgrens werd van noord naar zuid gevormd door de Doezumertocht en het verlengde hiervan tot de N980. Van daar liep hij schuin naar het zuidelijke punt van de Havinga's reed. Ten slotte liep hij ongeveer halverwege de Harkereed en de Verlenge Havinga's reed tot de Leidijk. De waterschappen Zuidpolder en Bombay lagen voor een deel in het schap, terwijl de Lauwers en de Van der Veenpolder er geheel in lagen.
Het waterschap had als taak het onderhoud van de Doezumertocht en het eventueel aanbrengen van een schutsluis bij de uitmonding van deze hoofdwatergang in het Hoendiep. Van het laatste is nooit iets gekomen.
Waterstaatkundig gezien ligt het gebied sinds 2000 bijna geheel het wetterskip Fryslân. Het zuidelijke gedeelte, tegen de Leidijk aan, is sinds 1995 in beheer bij Noorderzijlvest.